# Марьясин, Лазарь Миронович
Лазарь Миронович Марьясин (при рождении Лейзер Меерович Марьясин; 1896 год, Витебск, Витебская губерния, Российская империя — 1 апреля 1937 год, Свердловск, Свердловская область, РСФСР, Советский Союз) — советский хозяйственный деятель, руководитель строительства Уралвагонзавода (1933—1936).

## Биография
Родился в 1896 году в городе Витебск Витебской губернии Российской империи (ныне Беларусь) в еврейской семье. Отец — Меер Михайлович Марьясин, купец второй гильдии, занимался торговлей крахмалом. Мать — Софья Борисовна Марьясина. Помимо Лазаря в семье были еще четверо детей — Михаил (1900—1955), Илья (1901—1988), Лев, Татьяна. Семья жила в Воронеже.
В 1915 году окончил коммерческое училище Шпольского в Воронеже. В 1915—1917 годах учится в Харьковском технологическом институте, где сталкивается с притеснениями по национальному признаку, участвует в работе еврейских революционных организаций. С 1917 года учился в Киевском политехническом институте, здесь же вступает в Объединённую еврейскую социалистическую рабочую партию в которой работает до конца 1918 года.
Участник революционных событий 1917 года. В 1918 году служил в Киевском запасном понтонном батальоне, в 1919 году был мобилизован в Красную Армию, где выполнял поручения политотдела XIII армии. Тогда же вступил в партию большевиков. 
В декабре 1920 году был демобилизован, работал на руководящих должностях в сфере коммунального хозяйства Киева.
С 4.3.1922 был заместителем председателя жилого подотдела, с 31.08.22 по 9.07.24 — управляющим коммунальными предприятиями Киева. 
С 19 июля 1924 по август 1925 работал начальником «Десенстроя». 
В 1925 году переехал в Москву, устроился в систему Наркомвнешторга, где проработал 4 года, занимаясь экспортом. 
В 1929 году назначен начальником строительства коксохимического производства Магнитогорского металлургического комбината. Проживал в посёлке Берёзки. 
В 1933 году назначен руководителем строительства Уралвагонзавода. Близкий друг Шалвы Степановича Окуджавы, 1-го секретаря Нижнетагильского горкома ВКП(б).
23 декабря 1936 года был арестован на отдыхе в Сочи. 
Его обвинили во вредительстве и организации покушения на С. Орджоникидзе. Подписан к расстрелу по сталинскому списку «Свердловская область» от 19 марта 1937 года Военной Коллегией Верховного Суда СССР и 1 апреля приговорен к расстрелу из-за «принадлежности к контрреволюционной троцкистской организации» и «вредительства». Заседание длилось 20 минут.
Реабилитирован в 1957 году.

## Личная жизнь
В 1919 году женился на Рите Яковлевне Лившиц (1898—1976), в апреле 1923 году у них родился сын Илья. После расстрела Марьясина его жена была осуждена на 8 лет, 14-летнего сына забрали в детский дом.

## Память
В 1986 году в Нижнем Тагиле на территории Уралвагонозавода на площади Трудовой Славы Лазарю Марьясину возведен памятник.